# جون سميتس
جون سميتس (7 سبتمبر 1988 بميسيساغا في كندا - ) هو لاعب كرة قدم كندي في مركز حراسة المرمى. لعب مع إمباكت مونتريال ونادي ادمونتون وWilmington Hammerheads FC ‏.

## وصلات خارجية
- جون سميتس على موقع قاعدة بيانات كرة القدم.إي يو (الإنجليزية)
- جون سميتس على موقع Soccerway.com (الإنجليزية)